# 兒玉菜生
兒玉 菜生（こだま なお）は、日本のバーチャルYouTuber。誕生日は6月11日（23歳）、身長は159cm、体重、血液型等は非公開。

## 経歴
2019年
- 6月11日、YouTubeにてデビューを果たした。
- 7月8日、7月4日に配信された動画がニコニコニュースの週間VTuberランキング☆7月7日号☆（エンゲージメントランキング）で1位を獲得した。

## キャラクター
髪の色は銀色で、髪型はツインテール。服装は当初から青い服と白衣であったが、9月11日に配信された動画以降は青い服と黒い上着となっている。挨拶は「ハロー、菜生だよー」。

## 配信内容
「政治系バーチャルユーチューバー」のキャッチコピーの通り、政治関連の動画を配信している。配信コンセプトは「面白く、小学生でも理解できるようなわかりやすい動画」であり、動画はコミカルな雰囲気が特徴。